# Vamé (peuple)
Pour les articles homonymes, voir Vame.
Les Vamé sont une population du Cameroun vivant dans l'extrême-nord du pays, dans le département du Mayo-Sava, à l'extrémité septentrionale des monts Mandara, à 7 km au sud de Mora.
Leur territoire s'inscrit dans un carré de 3 km de côté, s'étageant entre 450 et 950 mètres d'altitude.
En 1985, leur nombre a été estimé à 3 500.

## Langue
Leur langue est le vame, une langue tchadique biu-mandara.